# Chelidonieae
Tribu
Les Chelidonieae sont une tribu de plantes à fleurs de la famille des Papavéracées et de la sous-famille des Papaveroideae.
Le genre type est Chelidonium L.

## Liste des genres
- Bocconia
- Chelidonium
- Coreanomecon
- Dicranostigma
- Eomecon
- Glaucium
- Hylomecon
- Macleaya
- Sanguinaria

## Publication originale
- Dumortier B., Florula Belgica, opera majoris prodromus. 172 pp., Casterman, Tornacum Nerviorum. Page : 130. (1827).